# Velike Žablje
Velike Žablje este o localitate din comuna Ajdovščina, Slovenia, cu o populație de 330 de locuitori.